# Charlotte Perkins Gilman
Charlotte Perkins Gilman (3 de julho de 1860 – 17 de agosto de 1935) foi uma grande romancista Americana; também escritora de contos, poesia e não-ficção e uma palestra sobre reforma social. Ela era uma utopista feminista em uma época em que suas ações não condiziam com as atitudes das mulheres, e serviu de modelo para futuras gerações feministas por causa de seus conceitos não ortodoxos e seu estilo de vida. O seu trabalho mais famoso é seu conto semi-autobiográfico O Papel de Parede Amarelo.
Menos conhecidas são as opiniões de Gilman sobre etnia/raça. Para resolver o chamado "Negro Problem (problema do negro)" nos Estados Unidos no início do século XX, Gilman sugeriu um sistema de trabalho forçado que ela chamou de "alistamento".

## Primeiros anos de vida

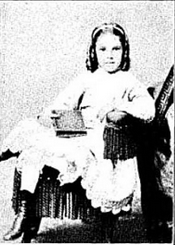
Charlotte Perkins Gilman, aos 7 anos de idade, já com um livro na mão

Gilman nasceu em 3 de julho de 1860, em Hartford, Connecticut, filha de Mary Perkins (anteriormente Mary Fitch Westcott) e Frederic Beecher Perkins. Ela tinha apenas um irmão, Thomas Adie, quatorze meses mais velho, pois um médico aconselhou Mary Perkins que ela poderia morrer se tivesse outros filhos. Durante a infância de Charlotte, seu pai se mudou e abandonou sua esposa e filhos, e o restante de sua criação foi passado na pobreza. Como a mãe sozinha era incapaz de sustentar a família sozinha, os Perkins estavam frequentemente na presença das tias de seu pai: Isabella Beecher Hooker, sufragista, Harriet Beecher Stowe, autora de Uncle Tom's Cabin, e Catharine Beecher, educadora.
Sua escolaridade era irregular: frequentou sete escolas diferentes, num total acumulado de apenas quatro anos, terminando os estudos aos quinze anos. Sua mãe não era carinhosa com seus filhos. Para impedir que se machucassem, ela proibiu seus filhos de fazer amizades fortes ou ler ficção. Em sua autobiografia, The Living of Charlotte Perkins Gilman, Gilman escreveu que sua mãe só mostrava afeto quando pensava que sua filha estava dormindo. Embora tenha vivido uma infância de solidão isolada e empobrecida, ela sem saber se preparou para a vida que estava pela frente, visitando frequentemente a biblioteca pública e estudando sozinha as civilizações antigas. Além disso, o amor de seu pai pela literatura a influenciou e, anos depois, ele entrou em contato com ela com uma lista de livros que achava que valeria a pena ler.
Grande parte da juventude de Gilman foi passada em Providence, Rhode Island. De amigos ela tinha principalmente homens, e nunca teve vergonha de se chamar "moleca".
Sua inteligência natural e grande conhecimento sempre impressionavam seus professores, que, no entanto, ficavam desapontados por ser uma aluna pobre. Seu assunto favorito era "filosofia natural", matéria que mais tarde se tornaria conhecida como física. Em 1878, a garota de dezoito anos se matriculou na Escola de Design de Rhode Island com a ajuda monetária de seu pai ausente e, posteriormente, se sustentou como artista de cartões comerciais. Foi professora e incentivou outras pessoas a expandir sua criatividade artística. Também era pintora.

## Idade Adulta
Em 1884, ela se casou com o artista Charles Walter Stetson, depois de inicialmente recusar sua proposta porque um pressentimento lhe disse que não era a coisa certa para ela. Seu único filho, Katharine Beecher Stetson, nasceu no ano seguinte, dia 23 de março. Charlotte Perkins Gilman sofreu uma crise muito séria de depressão pós-parto. Essa era uma época em que as mulheres eram vistas como seres "histéricos" e "nervosos"; assim, quando uma mulher afirmava estar gravemente doente após o parto, suas alegações eram às vezes descartadas.
Em 1888, Charlotte se separou do marido - uma ocorrência rara no final do século XIX. Eles se divorciaram oficialmente em 1894. No ano em que ela deixou o marido, Charlotte conheceu Adeline Knapp, apelido "Delle". Cynthia J. Davis descreve como as duas mulheres tiveram um relacionamento sério. Ela escreve que Gilman "acreditava que em Delle havia encontrado uma maneira de combinar amor e vida, e que, com uma mulher como companheira de vida, ela poderia mais facilmente sustentar essa combinação do que em um casamento heterossexual convencional". Mesmo assim, o relacionamento fatalmente chegou ao fim. Charlotte então mudou-se com a filha para Pasadena, Califórnia, onde se tornou ativa em várias organizações feministas e reformistas, como a Associação de Imprensa para Mulheres da Costa do Pacífico, a Aliança da Mulher, o Clube Econômico, a Sociedade Ebell (em homenagem a Adrian John Ebell), a Associação de Pais e o Conselho Estadual de Mulheres, além de escrever e editar o Boletim, um periódico publicado por uma das organizações mencionadas anteriormente.
Em 1894, Gilman enviou sua filha para o leste para morar com seu ex-marido, casado novamente com sua amiga Grace Ellery Channing. Gilman relatou em suas memórias que estava feliz pelo casal, uma vez que "a segunda mãe de Katharine era tão boa quanto a primeira, [e talvez] melhor em alguns aspectos". Gilman também manteve pontos de vista progressivos sobre os direitos paternos e reconheceu que seu ex-marido "tinha direito a parte da sociedade [de Katharine]" e que Katharine "tinha o direito de conhecer e amar seu pai".
Depois que sua mãe morreu em 1893, Gilman decidiu voltar para o leste pela primeira vez em oito anos. Ela entrou em contato com Houghton Gilman, seu primo em primeiro grau, que ela não via há quinze anos, que era advogado em Wall Street. Eles começaram a passar uma quantidade significativa de tempo juntos quase imediatamente e se envolveram romanticamente. Enquanto fazia tours de palestras, Houghton e Charlotte trocavam cartas e passavam o tempo que podiam juntos antes de partir. Em seus diários, ela o descreve como "agradável" e fica claro que ela estava profundamente interessada nele. Casaram-se, e desde o casamento em 1900 até 1922, viveram na cidade de Nova York. O casamento deles não era nada parecido com o primeiro. Em 1922, Gilman mudou-se de Nova York para a antiga fazenda de Houghton em Norwich, Connecticut. Após a morte súbita de Houghton de uma hemorragia cerebral em 1934, Gilman voltou para Pasadena, Califórnia, onde sua filha morava.
Em janeiro de 1932, Gilman foi diagnosticada com câncer de mama incurável. Defensora da eutanásia para os doentes terminais, Gilman cometeu suicídio em 17 de agosto de 1935, tomando uma overdose de clorofórmio. Tanto na autobiografia quanto na nota de suicídio, ela escreveu que "escolheu o clorofórmio em vez de câncer" e morreu rápida e silenciosamente.

## Carreira
Em certo momento, Gilman se sustentou vendendo sabão de porta em porta. Depois de se mudar para Pasadena, tornou-se ativa na organização de movimentos de reforma social. Como delegada, ela representou a Califórnia em 1896 na convenção da Associação Nacional pelo Sufrágio Feminino Americano (National American Woman Suffrage Association) em Washington, DC, e no Congresso Socialista e Trabalhista Internacional em Londres. Em 1890, foi apresentada ao movimento Nationalist Clubs, que trabalhou para "acabar com a ganância do capitalismo e as distinções entre classes, promovendo uma raça humana pacífica, ética e verdadeiramente progressiva". Publicado na revista Nationalist, seu poema "Casos Semelhantes" foi uma resenha satírica de pessoas que resistiram à mudança social, e ela recebeu um feedback positivo dos críticos por isso. Durante o mesmo ano, 1890, ela se inspirou o suficiente para escrever quinze ensaios, poemas, uma novela e o conto O Papel de Parede Amarelo. Sua carreira definitivamente iniciou quando ela começou a dar palestras sobre nacionalismo e ganhou a atenção do público com seu primeiro volume de poesia, In This Our World, publicado em 1893. Como palestrante de sucesso, que confiava nos discursos sua fonte de renda, sua fama cresceu junto com seu círculo social de ativistas de mentalidade semelhante e escritores do movimento feminista.

### "O papel de parede amarelo"
The Yellow Wallpaper, um dos trabalhos mais populares de Gilman, publicado originalmente em 1892 antes de seu casamento com George Houghton Gilman.
Em 1890, ela escreveu o conto, que agora é o livro mais vendido de todos os tempos da Feminist Press. Ela escreveu nos dias 6 e 7 de junho de 1890, em sua casa em Pasadena, e foi impressa um ano e meio depois, na edição de janeiro de 1892 da The New England Magazine. Desde sua impressão original, foi antologizado em numerosas coleções de literatura feminina, literatura americana e livros didáticos, embora nem sempre em sua forma original. Por exemplo, muitos livros omitem a frase "no casamento" de uma linha muito importante no começo da história: "John ri de mim, é claro, mas se espera isso no casamento". A razão dessa omissão é um mistério, pois as visões de Gilman sobre o casamento são esclarecidas ao longo da história.
A história é sobre uma mulher que sofre de doença mental após três meses sendo fechada em uma sala pelo marido por uma questão de saúde. Ela fica obcecada com o revoltante papel de parede amarelo da sala. Gilman escreveu esta história para mudar a mente das pessoas sobre o papel das mulheres na sociedade, ilustrando como a falta de autonomia das mulheres é prejudicial ao seu bem-estar mental, emocional e até físico. Essa história foi inspirada pelo tratamento que recebeu de seu primeiro marido. O narrador da história deve fazer o que o marido, que também é médico, exige, embora o tratamento que ele prescreve contrasta diretamente com o que ela realmente precisa - estímulo mental e liberdade para escapar da monotonia da sala em que está confinada. "O Papel de Parede Amarelo" foi essencialmente uma resposta ao médico que tentou curá-la de sua depressão através de uma "cura em repouso", Dr. Silas Weir Mitchell, e ela enviou a ele uma cópia da história.

### Outras obras notáveis

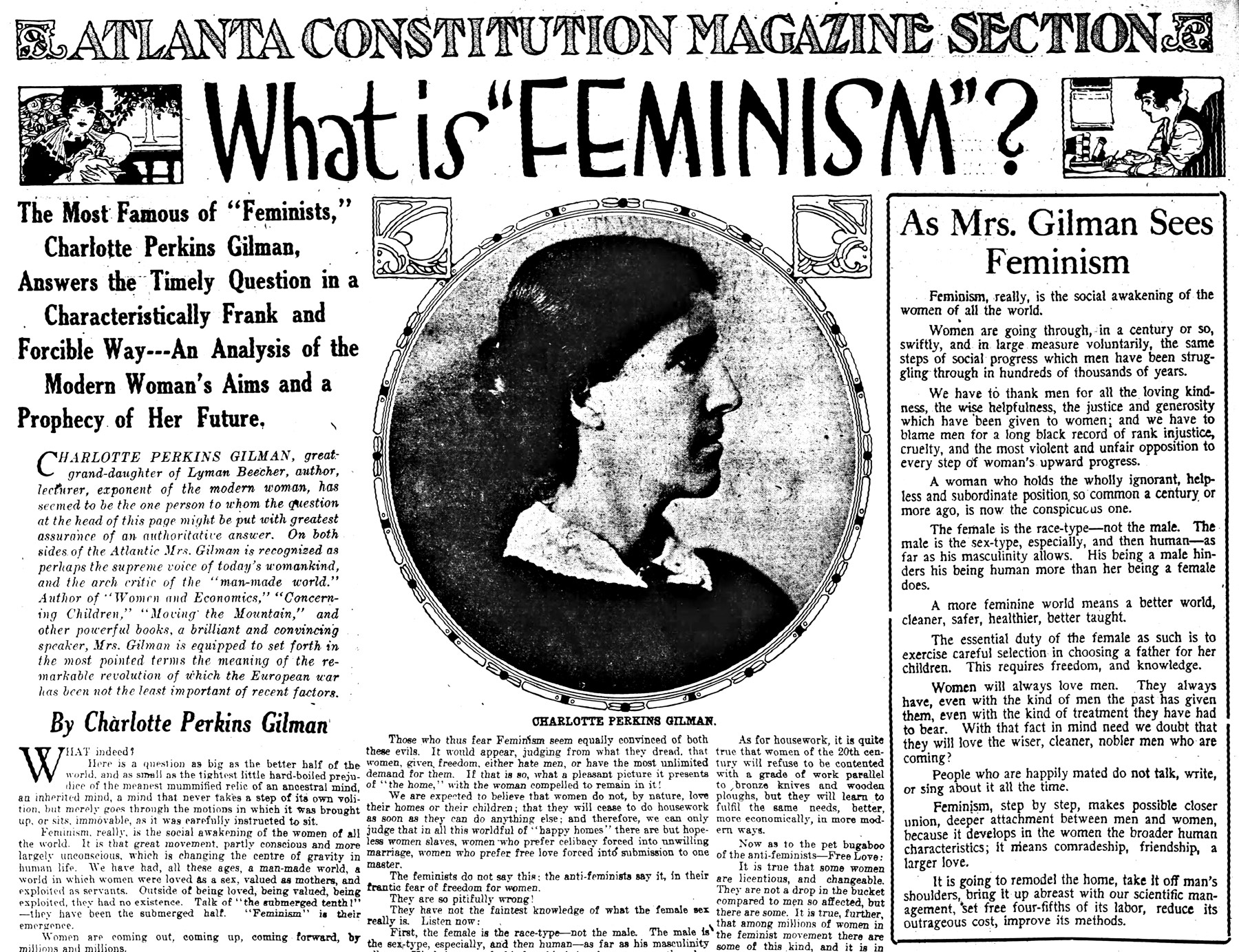
Charlotte Perkins Gilman (foto) escreveu esses artigos sobre feminismo para a Constituição de Atlanta, publicada em 10 de dezembro de 1916.

O primeiro livro de Gilman foi Art Gems for the Home and Fireside (1888); no entanto, foi seu primeiro volume de poesia, In This Our World (1893), uma coleção de poemas satíricos, que primeiro lhe trouxe reconhecimento. Nas duas décadas seguintes, ganhou grande parte de sua fama com palestras sobre questões femininas, ética, trabalho, direitos humanos e reforma social.  Suas turnês de palestras a levaram pelos Estados Unidos. Ela costumava se referir a esses temas em sua ficção.
Em 1894–95, Gilman atuou como editora da revista The Impress, um semanário literário publicado pela Associação de Imprensa das Mulheres da Costa do Pacífico (anteriormente, o Boletim). Nas vinte semanas em que a revista foi impressa, ela foi consumida pela realização satisfatória de contribuir com seus poemas, editoriais e outros artigos. A impressão do jornal de curta duração chegou ao fim como resultado de um viés social contra seu estilo de vida, que incluía ser uma mãe não convencional e uma mulher que se divorciara de um homem. Após uma turnê de palestras de quatro meses que terminou em abril de 1897, Gilman começou a pensar mais profundamente sobre as relações sexuais e a economia na vida americana, terminando finalmente o primeiro rascunho de Women and Economics (1898). Este livro discutiu o papel das mulheres no lar, argumentando por mudanças nas práticas de criação e limpeza das crianças para aliviar as pressões das mulheres e potencialmente permitir que elas expandam seu trabalho para a esfera pública. O livro foi publicado no ano seguinte e lançou Gilman para o centro das atenções internacionais. Em 1903, ela se dirigiu ao Congresso Internacional das Mulheres em Berlim. No ano seguinte, ela viajou pela Inglaterra, Holanda, Alemanha, Áustria e Hungria.
Ainda em 1903, ela escreveu um de seus livros mais aclamados pela crítica, "O Lar: Seu Trabalho e Influência", que se expandiu sobre Mulheres e Economia, propondo que as mulheres são oprimidas em sua casa e que o ambiente em que vivem precisa ser modificado para ser saudável para seus estados mentais. Entre viajar e escrever, sua carreira como figura literária foi garantida. De 1909 a 1916, Gilman escreveu e editou sozinha sua própria revista, The Forerunner, na qual grande parte de sua ficção apareceu. Apresentando em sua revista material que "estimularia o pensamento", "despertaria esperança, coragem e impaciência" e "expressaria idéias que precisam de um meio especial", ela pretendia ir contra a grande mídia que era excessivamente sensacionalista. Durante sete anos e dois meses, a revista produziu oitenta e seis edições, cada uma com vinte e oito páginas. A revista tinha cerca de 1 500 assinantes e apresentava obras em série como "O que Diantha fez" (1910), The Crux (1911), Moving the Mountain (1911) e Herland. O Precursor (The Forerunner) foi citado como sendo "talvez a maior realização literária de sua longa carreira". Após seus sete anos, ela escreveu centenas de artigos que foram submetidos ao Louisville Herald, The Baltimore Sun e Buffalo Evening News. Sua autobiografia, The Living of Charlotte Perkins Gilman, que ela começou a escrever em 1925, apareceu postumamente em 1935.

## Visões e teorias sociais

### Reforma do darwinismo e o papel da mulher na sociedade
Gilman se autodenominava humanista e acreditava que o ambiente doméstico oprimia as mulheres através das crenças patriarcais sustentadas pela sociedade. Gilman abraçou a teoria da reforma darwinista e argumentou que as teorias da evolução de Darwin apresentavam apenas o homem como dado no processo da evolução humana, negligenciando assim as origens do cérebro feminino na sociedade que racionalmente escolheram o parceiro mais adequado que poderiam encontrar.
Gilman argumentou que a agressividade masculina e os papéis maternos para as mulheres eram artificiais e não eram mais necessários para a sobrevivência nos tempos pós-pré-históricos. Ela escreveu: "Não existe uma mente feminina. O cérebro não é um órgão do sexo. Poderia-se então muito bem falar de um fígado feminino".
Seu principal argumento era que sexo e economia doméstica andavam de mãos dadas; para uma mulher sobreviver, ela confiava em seus "dotes" sexuais para agradar seu marido, para que ele sustentasse financeiramente sua família. Desde a infância, as meninas são forçadas a uma restrição social que as prepara para a maternidade pelos brinquedos que lhes são comercializados e pelas roupas projetadas para elas. Ela argumentou que não deveria haver diferença nas roupas que as meninas e os meninos vestem, nos brinquedos com que brincam ou nas atividades que realizam, e descreveu as molecas como seres humanos perfeitos que corriam e usavam seus corpos de forma livre e saudável.
Gilman argumentou que as contribuições das mulheres à civilização, ao longo da história, foram interrompidas por causa de uma cultura androcêntrica. Ela acreditava que o sexo feminino era a metade subdesenvolvida da humanidade, e eram necessárias melhorias para evitar a deterioração da raça humana. Gilman acreditava que a independência econômica é a única coisa que realmente poderia trazer liberdade para as mulheres e torná-las iguais aos homens. Em 1898, ela publicou Women and Economics, um tratado teórico que argumentava, entre outras coisas, que as mulheres são subjugadas por homens, que a maternidade não deveria impedir uma mulher de trabalhar fora de casa e que a limpeza, a culinária e os cuidados com as crianças deveriam ser profissionalizados. "A mulher ideal", escreveu Gilman, "não recebeu apenas um papel social que a trancou em sua casa, mas também era esperado que ela assim gostasse e fosse alegre, sorridente e bem-humorada". Quando o relacionamento econômico-sexual deixasse de existir, a vida na frente doméstica certamente melhoraria, pois a frustração nos relacionamentos geralmente resulta da falta de contato social que a esposa doméstica mantém com o mundo exterior.
Gilman tornou-se porta-voz de tópicos como as perspectivas das mulheres sobre o trabalho, a reforma do vestuário e a família. O trabalho doméstico, ela argumentou, deve ser igualmente compartilhado por homens e mulheres, e que em tenra idade as mulheres devem ser incentivadas a serem independentes. Em muitos de seus principais trabalhos, incluindo "The Home" (1903), Human Work (1904) e The Man-Made World (1911), Gilman também defendia as mulheres que trabalhavam fora de casa. Argumenta que o lar deve ser redefinido socialmente. O lar deve deixar de ser uma "entidade econômica" onde um casal vive junto por causa do benefício ou necessidade econômica, para um lugar onde grupos de homens e grupos de mulheres possam compartilhar uma "expressão pacífica e permanente da vida pessoal". Ela acreditava que ter um estilo de vida confortável e saudável não deveria se restringir a casais; todos os humanos precisam de um lar que ofereça essas comodidades. Sugere que um tipo comum de moradias abertas para homens e mulheres, que consiste em quartos, quartos de suítes e casas, seja construído. Isso permitiria que as pessoas vivessem sozinhas e ainda tivessem companhia e o conforto de uma casa. Tanto homens como mulheres seriam totalmente economicamente independentes nessas condições de vida, permitindo que o casamento ocorresse sem que o status econômico do homem ou da mulher tivesse que mudar. O arranjo estrutural da casa também é redefinido. Ela remove a cozinha de casa, deixando quartos para serem arranjados e ampliados de qualquer forma e liberando as mulheres do fornecimento de refeições em casa. O lar se tornaria uma verdadeira expressão pessoal do indivíduo que nele vive.
Por fim, argumenta que a reestruturação do lar e do modo de vida permitirá que indivíduos, especialmente mulheres, se tornem "parte integrante da estrutura social, em estreita conexão direta e permanente com as necessidades e usos da sociedade". Isso seria uma mudança dramática para as mulheres, que geralmente se consideravam restringidas pela vida familiar, construída sobre sua dependência econômica dos homens.

### Feminismo em histórias e novelas
Gilman criou um mundo em muitas de suas histórias com um ponto de vista feminista. Duas de suas narrativas, "What Diantha Did", e Herland, são bons exemplos dela concentrando seu trabalho em como as mulheres não são apenas mães que ficam em casa; elas também são pessoas que têm sonhos, capazes de viajar e trabalhar como os homens, e cujos objetivos incluem uma sociedade em que as mulheres são tão importantes quanto os homens. A construção do mundo executada por Gilman, assim como os personagens dessas duas histórias e de outras, incorporam a mudança necessária no início dos anos 1900, de uma maneira que agora é comumente vista como feminismo.
Ela usa a construção do mundo em Herland para demonstrar a igualdade que ela desejava ver. As mulheres de Herland são as provedoras. Isso faz com que pareçam ser o sexo dominante, assumindo os papéis de gênero que normalmente são dados aos homens. Elizabeth Keyser observa: "Em Herland, o sexo supostamente superior torna-se inferior ou em desvantagem". Nesta sociedade, as mulheres estão focadas em ter liderança dentro da comunidade, cumprindo papéis que são estereotipados como sendo papéis masculinos e administrando uma comunidade inteira sem as mesmas atitudes que os homens têm em relação ao trabalho e à comunidade. No entanto, a atitude dos homens em relação às mulheres era degradante, especialmente por mulheres progressistas, como a autora. Usando Herland, ela desafiou esse estereótipo e fez da sociedade criada um tipo de paraíso. Gilman usa essa história para confirmar que as qualidades tipicamente desvalorizadas das mulheres são valiosas, demonstram força e destroem a estrutura utópica tradicional para trabalhos futuros. Essencialmente, Gilman cria a sociedade de Herland para que as mulheres detenham todo o poder, mostrando mais igualdade neste mundo, aludindo às mudanças que ela queria ver em sua vida.
A abordagem feminista se difere de Herland em "What Diantha Did". Uma personagem desta história, Diantha, rompe a expectativa tradicional das mulheres, mostrando os desejos da autora pelo que uma mulher seria capaz de fazer na sociedade da vida real. Ao longo da história, Gilman retrata Diantha como um personagem que impressiona a imagem das empresas nos EUA, que desafia as normas e os papéis de gênero e que acreditava que as mulheres poderiam fornecer a solução para a corrupção nos grandes negócios da sociedade. Gilman faz Diantha escolher uma carreira estereotipada que não seria uma mulher porque, ao fazê-lo, ela está mostrando que os salários dos empregos tradicionais femininos são injustos. A escolha de Diantha de administrar um negócio permite que ela saia das sombras e se junte à sociedade. Seus trabalhos, especialmente seu trabalho com "What Diantha did", são um chamado à mudança, um grito de guerra que causaria pânico nos homens e poder nas mulheres. Gilman usou seu trabalho como uma plataforma para um chamado à mudança, como uma maneira de alcançar as mulheres e fazê-las começar o movimento em direção à liberdade.

### Raça
Com relação aos afro-americanos, Gilman escreveu no American Journal of Sociology: "Temos que considerar a presença inevitável de um grande corpo de alienígenas, de uma raça amplamente diferente e em muitos aspectos inferior, cujo status atual é para nós uma lesão social".
Gilman sugeriu ainda que: "O problema é este: dado: no mesmo país, a raça A progrediu na evolução social, digamos, para o Status 10; e a raça B, progrediu na evolução social, digamos, para o Status 4... Dado que: a corrida de desenvolvimento de B, em sua condição atual, não se desenvolve suficientemente rápido para se adequar à corrida de A. Pergunta: Como A pode promover melhor e mais rapidamente o desenvolvimento de B?" A solução de Gilman foi que todos os negros abaixo de "um certo grau de cidadania" - aqueles que não eram "decentes, autossustentáveis [e] progressistas... deveriam ser tomados pelo Estado".
Esse sistema proposto, que Gilman chamou de "alistamento" em vez de "escravização" exigiria o trabalho forçado de americanos negros, "homens, mulheres e crianças". Gilman acreditava que os alistados deveriam receber um salário, mas somente depois que o custo do programa de trabalho fosse atingido.
Gilman também acreditava que americanos antigos de ascendência colonial britânica estavam entregando seu país a imigrantes que, segundo ela, estavam diluindo a pureza reprodutiva do país. Quando questionada sobre sua posição sobre o assunto durante uma viagem a Londres, ela brincou: "Sou anglo-saxão antes de tudo". No entanto, em um esforço para obter votos para todas as mulheres, ela se manifestou contra os requisitos de alfabetização para o direito de votar na convenção nacional da American Women's Sufrrage Association, que ocorreu em 1903 em Nova Orleans.
A crítica literária Susan S. Lanser sugeriu que "O Papel de Parede Amarelo" deve ser interpretado concentrando-se nas crenças de Gilman sobre raça. Outros críticos literários se basearam no trabalho de Lanser para entender as idéias de Gilman em relação ao outro trabalho e à cultura da virada do século de maneira mais ampla.

### Animais
As obras feministas de Gilman frequentemente incluíam posturas e argumentos para alterar o uso de animais domesticados. Em Herland, a sociedade utópica de Gilman, exclui-se todos os animais domesticados, incluindo o gado. Além disso, em Moving the Mountain, Gilman aborda os males da domesticação animal relacionados à consanguinidade. Em "Quando eu era uma bruxa", a narradora testemunha e intervém em casos de uso de animais enquanto viaja por Nova York, liberando cavalos, gatos e cachorros de trabalho, tornando-os "confortavelmente mortos". Um estudioso da literatura conectou a regressão da narradora feminina em "O Papel de Parede Amarelo" ao status paralelo de felinos domesticados.

## Recepção pela crítica
"O Papel de Parede Amarelo" foi recebido inicialmente com reações mistas. Uma carta anônima submetida a Boston Transcript dizia: "Parece que a história não agradaria a nenhum leitor, e a muitas pessoas cujas vidas foram tocadas pelos laços mais queridos por essa terrível doença, devem trazer a dor mais intensa. Para outros, cujas vidas se tornaram uma luta contra a hereditariedade da perturbação mental, essa literatura contém perigos mortais. Deveria permitir-se que essas histórias passassem sem a mais severa censura?" Os revisores positivos a descrevem como impressionante, porque é o relato mais sugestivo e gráfico de por que mulheres que vivem vidas monótonas são suscetíveis a doenças mentais.
Embora Gilman tenha ganhado fama internacional com a publicação de Women and Economics em 1898, no final da Primeira Guerra Mundial, ela parecia desafinada com seu tempo. Em sua autobiografia, ela admitiu que "infelizmente meus pontos de vista sobre a questão do sexo não atraem o complexo freudiano de hoje, nem as pessoas estão satisfeitas com a apresentação da religião como uma ajuda em nosso tremendo trabalho de melhorar este mundo".
Ann J. Lane escreve em Herland and Beyond que "Gilman ofereceu perspectivas sobre as principais questões de gênero com as quais ainda discutimos; as origens da subjugação das mulheres, a luta para alcançar autonomia e intimidade nas relações humanas; o papel central do trabalho como definição de si; novas estratégias para criar e educar as gerações futuras para criar um ambiente humano e acolhedor".

### Coleções de poesia
- In This Our World,1st ed. Oakland: McCombs & Vaughn, 1893. London: T. Fisher Unwin, 1895. 2nd ed.; San Francisco: Press of James H. Barry, 1895.
- Suffrage Songs and Verses. New York: Charlton Co., 1911. Microfilm. New Haven: Research Publications, 1977, History of Women #6558.
- The Later Poetry of Charlotte Perkins Gilman. Newark, DE: University of Delaware Press, 1996.

### Contos
Gilman publicou 186 contos em revistas, jornais, e muitos foram publicados no The Forerunner. Muitos críticos literários ignoraram esses contos.
- "Circumstances Alter Cases." Kate Field's Washington, July 23, 1890: 55–56. "The Yellow Wall-Paper" and Other Stories. Ed. Robert Shulman. Oxford: Oxford University Press, 1995. 32–38.
- "That Rare Jewel." Women's Journal, May 17, 1890: 158. "The Yellow Wall-Paper" and Other Stories. Ed. Robert Shulman. Oxford: Oxford UP, 1995. 20–24.
- "The Unexpected." Kate Field's Washington, May 21, 1890: 335–6. "The Yellow Wall-Paper" and Other Stories. Ed. Robert Shulman. Oxford: Oxford UP, 1995. 25–31.
- "An Extinct Angel." Kate Field's Washington, September 23, 1891:199–200. "The Yellow Wall-Paper" and Other Stories. Ed. Robert Shulman. Oxford: Oxford UP, 1995. 48–50.
- "The Giant Wistaria." New England Magazine 4 (1891): 480–85. "The Yellow Wall-Paper" and Other Stories. Ed. Robert Shulman. Oxford: Oxford UP, 1995. 39–47.
- "The Yellow Wall-paper." New England Magazine 5 (1892): 647–56; Boston: Small, Maynard & Co., 1899; NY: Feminist Press, 1973 Afterword Elaine Hedges; Oxford: Oxford UP, 1995. Introduction Robert Shulman.
- "The Rocking-Chair." Worthington's Illustrated 1 (1893): 453–59. "The Yellow Wall-Paper" and Other Stories. Ed. Robert Shulman. Oxford: Oxford UP, 1995. 51–61.
- "An Elopement." San Francisco Call, July 10, 1893: 1. "The Yellow Wall-Paper" and Other Stories. Ed. Robert Shulman. Oxford: Oxford UP, 1995. 66–68.
- "Deserted." San Francisco Call July 17, 1893: 1–2. "The Yellow Wall-Paper" and Other Stories. Ed. Robert Shulman. Oxford: Oxford UP, 1995. 62–65.
- "Through This." Kate Field's Washington, September 13, 1893: 166. "The Yellow Wall-Paper" and Other Stories. Ed. Robert Shulman. Oxford: Oxford UP, 1995. 69–72.
- "A Day's Berryin.'" Impress, October 13, 1894: 4–5. "The Yellow Wall-Paper" and Other Stories. Ed. Robert Shulman. Oxford: Oxford UP, 1995. 78–82.
- "Five Girls." Impress, December 1, 1894: 5. "The Yellow Wall-Paper" and Other Stories. Ed. Robert Shulman. Oxford: Oxford UP, 1995. 83–86.
- "One Way Out." Impress, December 29, 1894: 4–5. "The Yellow Wall-Paper" and Other Stories. Ed. Robert Shulman. Oxford: Oxford UP, 1995. 87–91.
- "The Misleading of Pendleton Oaks." Impress, October 6, 1894: 4–5. "The Yellow Wall-Paper" and Other Stories. Ed. Robert Shulman. Oxford: Oxford UP, 1995. 73–77.
- "An Unnatural Mother." Impress, February 16, 1895: 4–5. "The Yellow Wall-Paper" and Other Stories. Ed. Robert Shulman. Oxford: Oxford UP, 1995. 98–106.
- "An Unpatented Process." Impress, January 12, 1895: 4–5. "The Yellow Wall-Paper" and Other Stories. Ed. Robert Shulman. Oxford: Oxford UP, 1995. 92–97.
- "According to Solomon." Forerunner 1:2 (1909):1–5. "The Yellow Wall-Paper" and Other Stories. Ed. Robert Shulman. Oxford: Oxford UP, 1995. 122–129.
- "Three Thanksgivings." Forerunner 1 (1909): 5–12. "The Yellow Wall-Paper" and Other Stories. Ed. Robert Shulman. Oxford: Oxford UP, 1995. 107–121.
- "What Diantha Did. A NOVEL". Forerunner 1 (1909–11); NY: Charlton Co., 1910; London: T. Fisher Unwin, 1912.
- "The Cottagette." Forerunner 1:10 (1910): 1–5. "The Yellow Wall-Paper" and Other Stories. Ed. Robert Shulman. Oxford: Oxford UP, 1995. 130–138.
- "When I Was a Witch." Forerunner 1 (1910): 1–6. The Charlotte Perkins Gilman Reader. Ed. Ann J. Lane. NY: Pantheon, 1980. 21–31.
- "In Two Houses." Forerunner 2:7 (1911): 171–77. "The Yellow Wall-Paper" and Other Stories. Ed. Robert Shulman. Oxford: Oxford UP, 1995. 159–171.
- "Making a Change." Forerunner 2:12 (1911): 311–315. "The Yellow Wall-Paper" and Other Stories. Ed. Robert Shulman. Oxford: Oxford UP, 1995. 182–190.
- "Moving the Mountain." Forerunner 2 (1911); NY: Charlton Co., 1911; The Charlotte Perkins Gilman Reader. Ed. Ann J. Lane. NY: Pantheon, 1980. 178–188.
- "The Crux.A NOVEL." Forerunner 2 (1910); NY: Charlton Co., 1911; The Charlotte Perkins Gilman Reader. Ed. Ann J. Lane. NY: Pantheon, 1980. 116–122.
- "The Jumping-off Place." Forerunner 2:4 (1911): 87–93. "The Yellow Wall-Paper" and Other Stories. Ed. Robert Shulman. Oxford: Oxford UP, 1995. 148–158.
- "The Widow's Might." Forerunner 2:1 (1911): 3–7. "The Yellow Wall-Paper" and Other Stories. Ed. Robert Shulman. Oxford: Oxford UP, 1995. 139–147.
- "Turned." Forerunner 2:9 (1911): 227–32. "The Yellow Wall-Paper" and Other Stories. Ed. Robert Shulman. Oxford: Oxford UP, 1995. 182–191.
- "Mrs. Elder's Idea." Forerunner 3:2 (1912): 29–32. "The Yellow Wall-Paper" and Other Stories. Ed. Robert Shulman. Oxford: Oxford UP, 1995. 191–199.
- "Their House." Forerunner 3:12 (1912): 309–14. "The Yellow Wall-Paper" and Other Stories''. Ed. Robert Shulman. Oxford: Oxford UP, 1995. 200–209.
- "A Council of War." Forerunner 4:8 (1913): 197–201. "The Yellow Wall-Paper" and Other Stories. Ed. Robert Shulman. Oxford: Oxford UP, 1995. 235–243.
- "Bee Wise." Forerunner 4:7 (1913): 169–173. "The Yellow Wall-Paper" and Other Stories. Ed. Robert Shulman. Oxford: Oxford UP, 1995. 226–234.
- "Her Beauty." Forerunner 4:2 (1913): 29–33. "The Yellow Wall-Paper" and Other Stories. Ed. Robert Shulman. Oxford: Oxford UP, 1995. 210–217.
- "Mrs. Hines's Money." Forerunner 4:4 (1913): 85–89. "The Yellow Wall-Paper" and Other Stories. Ed. Robert Shulman. Oxford: Oxford UP, 1995. 218–226.
- "A Partnership." Forerunner 5:6 (1914): 141–45. "The Yellow Wall-Paper" and Other Stories. Ed. Robert Shulman. Oxford: Oxford UP, 1995. 253–261.
- "Begnina Machiavelli. A NOVEL." Forerunner 5 (1914); NY: Such and Such Publishing, 1998.
- "Fulfilment." Forerunner 5:3 (1914): 57–61. "The Yellow Wall-Paper" and Other Stories. Ed. Robert Shulman. Oxford: Oxford UP, 1995.
- "If I Were a Man." Physical Culture 32 (1914): 31–34. "The Yellow Wall-Paper" and Other Stories. Ed. Robert Shulman. Oxford: Oxford UP, 1995. 262–268.
- "Mr. Peebles's Heart." Forerunner 5:9 (1914): 225–29. "The Yellow Wall-Paper" and Other Stories. Ed. Robert Shulman. Oxford: Oxford UP, 1995. 269–276.
- "Dr. Clair's Place." Forerunner 6:6 (1915): 141–45. "The Yellow Wall-Paper" and Other Stories. Ed. Robert Shulman. Oxford: Oxford UP, 1995. 295–303.
- "Girls and Land." Forerunner 6:5 (1915): 113–117. "The Yellow Wall-Paper" and Other Stories. Ed. Robert Shulman. Oxford: Oxford UP, 1995. 286–294.
- "Herland. A NOVEL. " Forerunner 6 (1915); NY: Pantheon Books, 1979.
- "Mrs. Merrill's Duties." Forerunner 6:3 (1915): 57–61. "The Yellow Wall-Paper" and Other Stories. Ed. Robert Shulman. Oxford: Oxford UP, 1995. 277–285.
- "A Surplus Woman." Forerunner 7:5 (1916): 113–18. "The Yellow Wall-Paper" and Other Stories. Ed. Robert Shulman. Oxford: Oxford UP, 1995. 304–313.
- "Joan's Defender." Forerunner 7:6 (1916): 141–45. '"The Yellow Wall-Paper" and Other Stories. Ed. Robert Shulman. Oxford: Oxford UP, 1995. 314–322.
- "The Girl in the Pink Hat." Forerunner 7 (1916): 39–46. The Charlotte Perkins Gilman Reader. Ed. Ann J. Lane. NY: Pantheon, 1980. 39–45.
- "With Her in Ourland: Sequel to Herland. A NOVEL." Forerunner 7 (1916); Westport: Greenwood Publishing Group, 1997.

### Novelas
- What Diantha Did. Forerunner. 1909–10.
- The Crux. Forerunner. 1911.
- Moving the Mountain. Forerunner. 1911.
- Mag-Marjorie. Forerunner. 1912.
- Won Over Forerunner. 1913.
- Benigna Machiavelli. Forerunner. 1914.
- Herland. Forerunner. 1915.
- With Her in Ourland. Forerunner. 1916.
- Unpunished. Ed. Catherine J. Golden and Denise D. Knight. New York: Feminist Press, 1997.

### Dramas/diálogos
A maioria dos dramas de Gilman é inacessível, pois estão disponíveis apenas os originais. Alguns foram impressos/reimpressos no Forerunner no entanto.
- "Dame Nature Interviewed on the Woman Question as It Looks to Her" Kate Field's Washington (1890): 138–40.
- "The Twilight." 'Impress (November 10, 1894): 4–5.
- "Story Studies," Impress, November 17, 1894: 5.
- "The Story Guessers," Impress, November 24, 1894: 5.
- "Three Women." Forerunner 2 (1911): 134.
- "Something to Vote For", Forerunner 2 (1911) 143-53.
- "The Ceaseless Struggle of Sex: A Dramatic View." Kate Field's Washington. April 9, 1890, 239–40.

### Não-ficção
- Women and Economics: A Study of the Economic Relation Between Men and Women as a Factor in Social Evolution. Boston: Small, Maynard & Co., 1898.

#### Publicações longas
- His Religion and Hers: A Study of the Faith of Our Fathers and the Work of Our Mothers. NY and London: Century Co., 1923; London: T. Fisher Unwin, 1924; Westport: Hyperion Press, 1976.
- Gems of Art for the Home and Fireside. Providence: J. A. and R. A. Reid, 1888.
- Concerning Children. Boston: Small, Maynard & Co., 1900.
- The Home: Its Work and Influence. New York: McClure, Phillips, & Co., 1903.
- Human Work. New York: McClure, Phillips, & Co., 1904.
- The Man-Made World; or, Our Androcentric Culture. New York: Charton Co., 1911.
- Our Brains and What Ails Them. Serialized in Forerunner. 1912.
- Social Ethics. Serialized in Forerunner. 1914.
- Our Changing Morality. Ed. Freda Kirchway. NY: Boni, 1930. 53–66.

#### Publicações curtas
- "Why Women Do Not Reform Their Dress." Woman's Journal, October 9, 1886: 338.
- "A Protest Against Petticoats." Woman's Journal, January 8, 1887: 60.
- "The Providence Ladies Gymnasium." Providence Journal 8 (1888): 2.
- "How Much Must We Read?" Pacific Monthly 1 (1889): 43–44.
- "Altering Human Nature." California Nationalist, May 10, 1890: 10.
- "Are Women Better Than Men?" Pacific Monthly 3 (1891): 9–11.
- "A Lady on the Cap and Apron Question." Wasp, June 6, 1891: 3.
- "The Reactive Lies of Gallantry." Belford's ns 2 (1892): 205–8.
- "The Vegetable Chinaman." Housekeeper's Weekly, June 24, 1893: 3.
- "The Saloon and Its Annex." Stockton Mail 4 (1893): 4.
- "The Business League for Women." Impress 1 (1894): 2.
- "Official Report of Woman's Congress." Impress 1 (1894): 3.
- "John Smith and Armenia." Impress, January 12, 1895: 2–3.
- "The American Government." Woman's Column, June 6, 1896: 3.
- "When Socialism Began." American Fabian 3 (1897): 1–2.
- "Causes and Uses of the Subjection of Women." Woman's Journal, December 24, 1898: 410.
- "The Automobile as a Reformer." Saturday Evening Post, June 3, 1899: 778.
- "Esthetic Dyspepsia." Saturday Evening Post, August 4, 1900: 12.
- "Ideals of Child Culture." Child Stude For Mothers and Teachers. Ed Margaret Sangster. Philadelphia: Booklovers Library, 1901. 93–101.
- "Should Wives Work?" Success 5 (1902): 139.
- "Fortschritte der Frauen in Amerika." Neues Frauenleben 1:1 (1903): 2–5.
- "The Passing of the Home in Great American Cities." Cosmopolitan 38 (1904): 137–47.
- "The Beauty of a Block." Independent, July 14, 1904: 67–72.
- "The Home and the Hospital." Good Housekeeping 40 (1905): 9.
- "Some Light on the [Single Woman's] 'Problem.'" American Magazine 62 (1906): 4270428.
- "Social Darwinism." American Journal of Sociology 12 (1907): 713–14.
- "A Suggestion on the Negro Problem." American Journal of Sociology 14 (1908): 78–85.
- "How Home Conditions React Upon the Family." American Journal of Sociology 14 (1909): 592–605.
- "Children's Clothing." Harper's Bazaar 44 (1910): 24.
- "On Dogs." Forerunner 2 (1911): 206–9.
- "How to Lighten the Labor of Women." McCall's 40 (1912): 14–15, 77.
- "What 'Love' Really Is." Pictorial Review 14 (1913): 11, 57.
- "Gum Chewing in Public." New York Times, May 20, 1914:12:5.
- "A Rational Position on Suffrage/At the Request of the New York Times, Mrs. Gilman Presents the Best Arguments Possible in Behalf of Votes for Women." New York Times Magazine, March 7, 1915: 14–15.
- "What is Feminism?" Boston Sunday Herald Magazine, September 3, 1916: 7.
- "The Housekeeper and the Food Problem." Annals of the American Academy 74 (1917): 123–40.
- "Concerning Clothes." Independent, June 22, 1918: 478, 483.
- "The Socializing of Education." Public, April 5, 1919: 348–49.
- "A Woman's Party." Suffragist 8 (1920): 8–9.
- "Making Towns Fit to Live In." Century 102 (1921): 361–366.
- "Cross-Examining Santa Claus." Century 105 (1922): 169–174.
- "Is America Too Hospitable?" Forum 70 (1923): 1983–89.
- "Toward Monogamy." Nation, June 11, 1924: 671–73.
- "The Nobler Male." Forum 74 (1925): 19–21.
- "American Radicals". New York Jewish Daily Forward' 1 (1926): 1.
- "Progress through Birth Control." North American Review 224 (1927): 622–29.
- "Divorce and Birth Control." Outlook, January 25, 1928: 130–31.
- "Feminism and Social Progress." Problems of Civilization. Ed. Baker Brownell. NY: D. Van Nostrand, 1929. 115–42.
- "Sex and Race Progress." Sex in Civilization. Eds V. F. Calverton and S. D. Schmalhausen. NY: Macaulay, 1929. 109–23.
- "Parasitism and Civilized Vice." Woman's Coming of Age. Ed. S. D. Schmalhausen. NY: Liveright, 1931. 110–26.
- "Birth Control, Religion and the Unfit." Nation, January 27, 1932: 108–109.
- "The Right to Die." Forum 94 (1935): 297–300.

### Publicações autônomas
The Forerunner. Seven volumes, 1909–16. Microfiche. NY: Greenwood, 1968.

### Palestras selecionadas
Existem 90 relatos das palestras que Gilman deu nos Estados Unidos e na Europa.
- "Club News." Weekly Nationalist, June 21, 1890: 6. [Re. "On Human Nature."]
- "With Women Who Write." San Francisco Examiner, March 1891, 3:3. [Re. "The Coming Woman."]
- "Safeguards Suggested for Social Evils." San Francisco Call, April 24, 1892: 12:4.
- "The Labor Movement." Alameda County Federation of Trades, 1893. Alameda County, CA Labor Union Meetings. September 2, 1892.
- "Announcement." Impress 1 (1894): 2. [Re. Series of "Talks on Social Questions."]
- "All the Comforts of a Home." San Francisco Examiner, May 22, 1895: 9. [Re. "Simplicity and Decoration."]
- "The Washington Convention." Woman's Journal, February 15, 1896: 49–50. [Re. California.]
- "Woman Suffrage League." Boston Advertiser, November 10, 1897: 8:1. [Re. "The Economic Basis of the Woman Question."]
- "Bellamy Memorial Meeting." American Fabian 4: (1898): 3.
- "An Evening With Kipling." Daily Argus, March 14, 1899: 4:2.
- "Scientific Training of Domestic Servants." Women and Industrial Life, Vol. 6 of International Congress of Women of 1899. Ed Countess of Aberdeen. London: T. Unwin Fisher, 1900. 109.
- "Society and the Child." Brooklyn Eagle, December 11, 1902: 8:4.
- "Woman and Work/ Popular Fallacy that They are a Leisure Class, Says Mrs. Gilman." New York Tribune, February 26, 1903: 7:1.
- "A New Light on the Woman Question." Woman's Journal, April 25, 1904: 76–77.
- "Straight Talk by Mrs. Gilman is Looked For." San Francisco Call, July 16, 1905: 33:2.
- "Women and Social Service." Warren: National American Woman Suffrage Association, 1907.
- "Higher Marriage Mrs. Gilman's Plea." New York Times, December 29, 1908: 2:3.
- "Three Women Leaders in Hub." Boston Post, December 7, 1909: 1:1–2 and 14:5–6.
- "Warless World When Women's Slavery Ends".' San Francisco Examiner, November 14, 1910: 4:1.
- "Lecture Given by Mrs. Gilman." San Francisco Call, November 15, 1911: 7:3. [Re. "The Society-- Body and Soul."]
- "Mrs. Gilman Assorts Sins." New York Times, June 3, 1913: 3:8
- "Adam the Real Rib, Mrs. Gilman Insists." New York Times, February 19, 1914: 9:3.
- "Advocates a 'World City.'" New York Times, January 6, 1915: 15:5. [Re. Arbitration of diplomatic disputes by an international agency.]
- "The Listener." Boston Transcript, April 14, 1917: 14:1. [Re. Announcement of lecture series.]
- "Great Duty for Women After War." Boston Post, February 26, 1918: 2:7.
- "Mrs. Gilman Urges Hired Mother Idea." New York Times, September 23, 1919: 36:1–2.
- "Eulogize Susan B. Anthony." New York Times, February 16, 1920: 15:6. [Re. Gilman and others eulogize Anthony on the centenary of her birth.]
- "Walt Whitman Dinner." New York Times, June 1, 1921: 16:7. [Gilman speaks at annual meeting of Whitman Society in New York.]
- "Fiction of America Being Melting Pot Unmasked by CPG." 'Dallas Morning News, February 15, 1926: 9:7–8 and 15:8.

### Diarios, biografias e cartas
- Charlotte Perkins Gilman: The Making of a Radical Feminist. Mary A. Hill. Philadelphia: Temple University Press, 1980.
- A Journey from Within: The Love Letters of Charlotte Perkins Gilman, 1897–1900. Ed. Mary A. Hill. Lewisburg: Bucknill UP, 1995.
- The Diaries of Charlotte Perkins Gilman, 2 Vols. Ed. Denise D. Knight. Charlottesville: University Press of Virginia, 1994.

### Autobiografia
- The Living of Charlotte Perkins Gilman: An Autobiography. New York and London: D. Appleton-Century Co., 1935; NY: Arno Press, 1972; and Harper & Row, 1975.

### Estudos Acadêmicos
- Allen, Judith (2009). The Feminism of Charlotte Perkins Gilman: Sexualities, Histories, Progressivism, University of Chicago Press, ISBN 978-0-226-01463-0
- Allen, Polly Wynn (1988). Building Domestic Liberty: Charlotte Perkins Gilman's Architectural Feminism, University of Massachusetts Press, ISBN 0-87023-627-X
- Berman, Jeffrey. "The Unrestful Cure: Charlotte Perkins Gilman and 'The Yellow Wallpaper.'" In The Captive Imagination: A Casebook on The Yellow Wallpaper, edited by Catherine Golden. New York: Feminist Press, 1992, pp. 211-41.
- Carter-Sanborn, Kristin. "Restraining Order: The Imperialist Anti-Violence of Charlotte Perkins Gilman." Arizona Quarterly 56.2 (Summer 2000): 1–36.
- Ceplair, Larry, ed. Charlotte Perkins Gilman: A Nonfiction Reader. New York: Columbia UP, 1991.
- Davis, Cynthia J. Charlotte Perkins Gilman: A Biography (Stanford University Press; 2010) 568 pages; major scholarly biography
- Davis, Cynthia J. and Denise D. Knight. Charlotte Perkins Gilman and Her Contemporaries: Literary and Intellectual Contexts. Tuscaloosa: University of Alabama Press, 2004.
- Deegan, Mary Jo. "Introduction." With Her in Ourland: Sequel to Herland. Eds. Mary Jo Deegan and Michael R. Hill. Westport, CT: Praeger, 1997. 1–57.
- Eldredge, Charles C. Charles Walter Stetson, Color, and Fantasy. Lawrence: Spencer Museum of Art, The U of Kansas, 1982.
- Ganobcsik-Williams, Lisa. "The Intellectualism of Charlotte Perkins Gilman: Evolutionary Perspectives on Race, Ethnicity, and Gender." Charlotte Perkins Gilman: Optimist Reformer. Eds. Jill Rudd and Val Gough. Iowa City: U of Iowa P, 1999.
- Golden, Catherine. The Captive Imagination: A Casebook on The Yellow Wallpaper. New York: Feminist Press, 1992.

---. "`Written to Drive Nails With’: Recalling the Early Poetry of Charlotte Perkins Gilman." in Charlotte Perkins Gilman: Optimist Reformer. Eds. Jill Rudd and Val Gough. Iowa City: U of Iowa P, 1999. 243-66.
- Gough, Val. "`In the Twinkling of an Eye’: Gilman’s Utopian Imagination." in A Very Different Story: Studies on the Fiction of Charlotte Perkins Gilman. Eds. Val Gough and Jill Rudd. Liverpool: Liverpool UP, 1998. 129–43.
- Gubar, Susan. "She in Herland: Feminism as Fantasy." in Charlotte Perkins Gilman: The Woman and Her Work. Ed. Sheryl L. Meyering. Ann Arbor: UMI Research Press, 1989. 191–201.
- Hill, Mary Armfield. "Charlotte Perkins Gilman and the Journey From Within." in A Very Different Story: Studies on the Fiction of Charlotte Perkins Gilman. Eds. Val Gough and Jill Rudd. Liverpool: Liverpool UP, 1998. 8–23.
- Hill, Mary A. Charlotte Perkins Gilman: The Making of a Radical Feminist. (Temple University Press, 1980).
- Horowitz, Helen Lefkowitz, Wild Unrest: Charlotte Perkins Gilman and the Making of “The Yellow Wall-Paper” (New York: Oxford University Press, 2010).
- Huber, Hannah, “Charlotte Perkins Gilman.” Dictionary of Literary Biography, Volume 381: Writers on Women’s Rights and United States Suffrage'', edited by George P. Anderson. Gale, pp. 140–52.
- Huber, Hannah, “‘The One End to Which Her Whole Organism Tended’: Social Evolution in Edith Wharton and Charlotte Perkins Gilman.” Critical Insights: Edith Wharton'', edited by Myrto Drizou, Salem Press, pp. 48-62.
- Karpinski, Joanne B., "The Economic Conundrum in the Lifewriting of Charlotte Perkins Gilman. in The Mixed Legacy of Charlotte Perkins Gilman. Ed. Catherine J. Golden and Joanne S. Zangrando. U of Delaware P, 2000. 35–46.
- Kessler, Carol Farley. "Dreaming Always of Lovely Things Beyond’: Living Toward Herland, Experiential foregrounding." in The Mixed Legacy of Charlotte Perkins Gilman, Eds. Catherine J. Golden and Joanna Schneider Zangrando. Newark: U of Delaware P, 2000. 89–103.
- Knight, Denise D. Charlotte Perkins Gilman: A Study of the Short Fiction, Twayne Studies in Short Fiction (Twayne Publishers, 1997).

---. “Charlotte Perkins Gilman and the Shadow of Racism.” American Literary Realism, vol. 32, no. 2, 2000, pp. 159–169. JSTOR, www.jstor.org/stable/27746975.
---. "Introduction." Herland, `The Yellow Wall-Paper’ and Selected Writings. New York: Penguin, 1999.
- Lane, Ann J. "Gilman, Charlotte Perkins"; American National Biography Online, 2000.

---. "The Fictional World of Charlotte Perkins Gilman." in The Charlotte Perkins Gilman Reader. Ed. Ann J. Lane. New York: Pantheon, 1980.
---. "Introduction." Herland: A Lost Feminist Utopian Novel by Charlotte Perkins Gilman. 1915. Rpt. New York: Pantheon Books, 1979
---. To Herland and Beyond: The Life of Charlotte Perkins Gilman. New York: Pantheon, 1990.
- Lanser, Susan S. "Feminist Criticism, 'The Yellow Wallpaper,' and the Politics of Color in America." Feminist Studies, Vol. 15, No. 3, Feminist Reinterpretations/Reinterpretations of Feminism (Autumn, 1989), pp. 415–441. JSTOR, https://www.jstor.org/stable/3177938. Reprinted in "The Yellow Wallpaper": Charlotte Perkins Gilman. Eds. Thomas L. Erskine and Connie L. Richards. New Brunswick: Rutgers UP, 1993. 225–256.
- Long, Lisa A. "Herland and the Gender of Science." in MLA Approaches to Teaching Gilman’s The Yellow Wall-Paper and Herland. Eds. Denise D. Knight and Cynthia J. David. New York: Modern Language Association of America, 2003. 125–132.
- Mitchell, S. Weir, M.D. "Camp Cure." Nurse and Patient, and Camp Cure. Philadelphia: Lippincott, 1877

---. Wear and Tear, or Hints for the Overworked. 1887. New York: Arno Press, 1973.
- Oliver, Lawrence J. “W. E. B. Du Bois, Charlotte Perkins Gilman, and ‘A Suggestion on the Negro Problem.’” American Literary Realism, vol. 48, no. 1, 2015, pp. 25–39. JSTOR, www.jstor.org/stable/10.5406/amerlitereal.48.1.0025.
- Oliver, Lawrence J. and Gary Scharnhorst. "Charlotte Perkins Gilman v. Ambrose Bierce: The Literary Politics of Gender in Fin-de-Siècle California." Journal of the West (July 1993): 52–60.
- Palmeri, Ann. "Charlotte Perkins Gilman: Forerunner of a Feminist Social Science." in Discovering Reality: Feminist Perspectives on Epistemology, Metaphysics, Methodology and Philosophy of Science. Eds. Sandra Harding and Merrill B. Hintikka. Dordrecht: Reidel, 1983. 97–120.
- Scharnhorst, Gary. Charlotte Perkins Gilman. Boston: Twayne, 1985. Studies Gilman as writer
- Scharnhorst, Gary, and Denise D. Knight. "Charlotte Perkins Gilman’s Library: A Reconstruction." Resources for American Literary Studies 23:2 (1997): 181–219.
- Stetson, Charles Walter. Endure: The Diaries of Charles Walter Stetson. Ed. Mary A. Hill. Philadelphia: Temple UP, 1985.
- Tuttle, Jennifer S. "Rewriting the West Cure: Charlotte Perkins Gilman, Owen Wister, and the Sexual Politics of Neurasthenia." The Mixed Legacy of Charlotte Perkins Gilman. Eds. Catherine J. Golden and Joanna Schneider Zangrando. Newark: U of Delaware P, 2000. 103–121.
- Wegener, Frederick. "What a Comfort a Woman Doctor Is!’ Medical Women in the Life and Writing of Charlotte Perkins Gilman. In Charlotte Perkins Gilman: Optimist Reformer. Eds. Jill Rudd & Val Gough. Iowa City: U of Iowa P, 1999. 45–73.
- Weinbaum, Alys Eve. "Writing Feminist Genealogy: Charlotte Perkins Gilman, Racial Nationalism, and the Reproduction of Maternalist Feminism." Feminist Studies 27 (Summer 2001): 271–30.